# Wettsteinina mirabilis
Wettsteinina mirabilis är en svampart som först beskrevs av Gustav Niessl von Mayendorf, och fick sitt nu gällande namn av Franz Xaver von Höhnel 1907. Enligt Catalogue of Life ingår Wettsteinina mirabilis i släktet Wettsteinina, ordningen Pleosporales, klassen Dothideomycetes, divisionen sporsäcksvampar och riket svampar, men enligt Dyntaxa är tillhörigheten istället släktet Wettsteinina, klassen Dothideomycetes, divisionen sporsäcksvampar och riket svampar. Arten är reproducerande i Sverige. Inga underarter finns listade i Catalogue of Life.
I den svenska databasen Dyntaxa används istället namnet Wettsteinina gigaspora för samma taxon.  Arten är reproducerande i Sverige.